# 麥金萊 (阿拉巴馬州)
麥金萊（英語：McKinley）是一個位於美國阿拉巴馬州馬倫戈縣的非建制地區。該地的面積和人口皆未知。

## 地理
麥金萊的座標為32°17′54.5″N 87°32′25″W / 32.298472°N 87.54028°W，而該地的平均海拔高度為103米（即338英尺）。